# Liste der Monuments historiques in Princé
Die Liste der Monuments historiques in Princé führt die Monuments historiques in der französischen Gemeinde Princé auf.

## Liste der Objekte
| Bezeichnung | Beschreibung | Standort                         | Kennzeichnung | Schutzstatus | Datum | Bild |
| ----------- | ------------ | -------------------------------- | ------------- | ------------ | ----- | ---- |
| Gedenktafel | Marmor, 1678 | in der Nähe der Kirche St-Martin | PM35000396    | Classé       | 1952  |      |